# Sentimental (film 2020)
Sentimental è un film del 2020 diretto da Cesc Gay.
Pellicola spagnola con protagonisti Javier Cámara, Belén Cuesta, Alberto San Juan e Griselda Siciliani. Si tratta di un adattamento cinematografico dell'opera teatrale Los vecinos de arriba, firmata dallo stesso regista.

## Trama
Julio e Ana sono una coppia in crisi che passa il tempo a litigare. Ana ha deciso di invitare a cena i suoi vicini del piano di sopra, Salva e Laura, nonostante Julio non abbia una buona opinione di loro e lo infastidisca che facciano troppo rumore durante i loro rapporti sessuali. Durante la serata vengono svelati diversi segreti che la coppia non si era raccontata.

## Produzione
Le riprese del film si sono svolte dal 9 dicembre 2019 al 26 febbraio 2020, presso Barcelona.

## Distribuzione
Il 24 settembre 2020, alla sessantottesima edizione del Festival Internacional de Cine de San Sebastián, il film è stato presentato per la prima volta.
Il 30 ottobre 2020, il film è uscito in Spagna ma non in Catalogna, dove è invece uscito il 23 novembre dello stesso anno.

## Accoglienza
Il film ha ricevuto recensioni positive. Ha un punteggio di approvazione del 100% sul sito web aggregatore di recensioni Rotten Tomatoes basato su 6 recensioni, con una valutazione media di 7,0/10.
Juan Pando di Fotogramas lo descrive come "un film che seduce con le parole"; Oti Rodríguez Marchante di ABC afferma che "gli attori ricamano e affinano la loro anima da cliché"; Cineuropa ritiene venga "messo il dito nella piaga della meschinità e della nevrosi che finiscono per rovinare qualsiasi tipo di relazione”.

## Riconoscimenti
- 2021
  - Premios Goya
    - Miglior attore non protagonista ad Alberto San Juan nel ruolo di Salva
    - candidature: miglior film, miglior sceneggiatura non originale, miglior attore protagonista, miglior attrice rivelazione

  - Medallas del Círculo de Escritores Cinematográficos
    - Miglior sceneggiatura adattata

  - Monte-Carlo Film Festival de la Comédie
    - Miglior film (motivazione: "Per la qualità della scrittura e il virtuosismo dei temi trattati in un quartetto di personaggi: lo spettatore non ha mai l’impressione di trovarsi costretto nello stesso spazio per quasi due ore. Per tutto il film – in assenza di musica – sono le voci degli attori che conducono il racconto senza mai abbandonare l’attenzione dello spettatore, effetto di una regia tanto più abile quanto invisibile.")
    - Miglior attrice a Griselda Siciliani nel ruolo di Ana

## Remake
Il film ha avuto un remake italiano, Vicini di casa (P. Costella, 2022).